# Faymont
Faymont és un municipi francès situat al departament de l'Alt Saona i a la regió de Borgonya - Franc Comtat. L'any 2007 tenia 257 habitants.

## Demografia

### Població
El 2007 la població de fet de Faymont era de 257 persones. Hi havia 99 famílies, de les quals 24 eren unipersonals (12 homes vivint sols i 12 dones vivint soles), 32 parelles sense fills i 43 parelles amb fills.
La població ha evolucionat segons el següent gràfic:
Habitants censats

### Habitatges
El 2007 hi havia 113 habitatges, 101 eren l'habitatge principal de la família, 9 eren segones residències i 4 estaven desocupats. 112 eren cases i 1 era un apartament. Dels 101 habitatges principals, 95 estaven ocupats pels seus propietaris, 4 estaven llogats i ocupats pels llogaters i 2 estaven cedits a títol gratuït; 11 tenien tres cambres, 22 en tenien quatre i 68 en tenien cinc o més. 83 habitatges disposaven pel capbaix d'una plaça de pàrquing. A 36 habitatges hi havia un automòbil i a 55 n'hi havia dos o més.

### Piràmide de població
La piràmide de població per edats i sexe el 2009 era:
| Homes | Edats   | Dones |
| ----- | ------- | ----- |
| 0     | 95 o +  | 0     |
| 0     | 90 a 94 | 4     |
| 0     | 85 a 89 | 4     |
| 0     | 80 a 84 | 0     |
| 12    | 75 a 79 | 0     |
| 4     | 70 a 74 | 4     |
| 8     | 65 a 69 | 8     |
| 8     | 60 a 64 | 8     |
| 8     | 55 a 59 | 4     |
| 12    | 50 a 54 | 12    |
| 8     | 45 a 49 | 8     |
| 12    | 40 a 44 | 12    |
| 4     | 35 a 39 | 8     |
| 8     | 30 a 34 | 8     |
| 4     | 25 a 29 | 4     |
| 0     | 20 a 24 | 4     |
| 8     | 15 a 19 | 4     |
| 8     | 10 a 14 | 0     |
| 8     | 5 a 9   | 8     |
| 8     | 0 a 4   | 12    |

## Economia
El 2007 la població en edat de treballar era de 162 persones, 100 eren actives i 62 eren inactives. De les 100 persones actives 93 estaven ocupades (55 homes i 38 dones) i 7 estaven aturades (3 homes i 4 dones). De les 62 persones inactives 26 estaven jubilades, 15 estaven estudiant i 21 estaven classificades com a «altres inactius».

### Ingressos
El 2009 a Faymont hi havia 104 unitats fiscals que integraven 267 persones, la mediana anual d'ingressos fiscals per persona era de 17.532 €.

### Activitats econòmiques
Dels 2 establiments que hi havia el 2007, 1 era d'una empresa de construcció i 1 d'una empresa immobiliària.
Dels 2 establiments de servei als particulars que hi havia el 2009, 1 era una lampisteria i 1 agència immobiliària.
L'any 2000 a Faymont hi havia 4 explotacions agrícoles.

## Poblacions més properes
El següent diagrama mostra les poblacions més properes.